# Даш, Анетта
Анетта Даш (нем. Annette Dasch; род. 24 марта 1976) — немецкая певица (сопрано), музыкальный педагог. Лауреат первой премии Международного конкурса имени Роберта Шумана (2000), конкурса Марии Каллас в Барселоне и вокального конкурса в Женеве. 

## Биография
Анетта Даш родилась 24 марта 1976 года в Берлине. Её родители увлекались музыкой и привили эту страсть своим четырём детям. С детства Аннетта была солисткой школьного ансамбля, её мечта была стать рок-певицей.
В 1996 году Аннетта переехала в Мюнхен и поступила обучаться академическому вокалу в Мюнхенскую высшую школу музыки и театра. В 1998 году она также проходила обучение на музыкально-драматических курсах в Университете музыки и театра в Австрии, в Граце. В 2000 году молодой вокалистке пришёл международный успех и признание. Она в один год стала победительницей трёх престижных музыкальных конкурсов - конкурс имени Шумана в Цвиккау, конкурс имении Марии Каллас в Барселоне и международный конкурс в Женеве.
После такого успеха она стала выступать на самых лучших оперных сценах мира и Германии. Её голос звучит в Баварской, Дрезденской, Берлинской государственных операх, в театре на Елисейских полях и Парижской опере, в Ковент-Гардене, Ла Скала и Токийской опере, в Метрополитен-опере и на многих других значимых площадках. В 2006, 2007 и 2008 годах она была участницей престижного Зальцбургского фестиваля. в 2010 и 2011 годах Анетта принимала участие на Вагнеровском фестивале.
Роли Аннетта Даш исполняет самые разные, среди них партии:  Гретель («Гензель и Гретель»), Армиды («Армида»), Фьордилиджи («Так поступают все»), Девушки-гусыни («Королевские дети»), Электры («Идоменей»),  Эльвиры («Дон Жуан»), Памины («Волшебная флейта»), Графини («Свадьба Фигаро»), Лю («Турандот»), Антонии («Сказки Гофмана»), Фрейи («Золото Рейна»), Розалинды («Летучая мышь»), Эльзы («Лоэнгрин», Вагнер) и многих других.
Аннетта Даш много гастролирует и выступает с концертами. В её репертуаре вокальные композиции Бетховена,  Шумана, Бриттена, Генделя, Гайдна, Малера, Глюка, Мендельсона и других известных композиторов. Её концерты с восторгом встречала публика Берлина, Лондона, Барселоны, Парижа, Вены, Пармы, Амстердама, Флоренции, Брюсселя. Она сольно выступала на фестивале Шубертиада в Шварценберге, а также активно принимала участие в фестивалях старинной музыке в Инсбруке и Нанте.
С 2008 по 2012 годы немецкая певица, на национальном телевидении Германии, вела своё телевизионное развлекательное музыкальное шоу «Даш-салон».
В июле 2011 года Анетта вышла замуж за австрийского баритона Даниэля Шмутцхарда. У семейной пары родилось двое детей.

## Награды и признание
- 2000 - Конкурс Роберта Шумана, Цвиккау (первая премия).
- 2000 - Международный вокальный конкурс в Женеве (первая премия).
- 2000 - Международный музыкальный конкурс им. Марии Каналс.
- 2008 - Эхо Классик - «Оперная запись года» для альбома «Армида».
- 2011 - Берлинский медведь (Приз BZ Culture).
- 2014 - Орден «За заслуги перед Федеративной Республикой Германия».

## Дискография
- Немецкие песни барокко . С членами Берлинской академии старинной музыки , гармония мирная, июль 2004.
- Армида: Глюк - Гендель - Джомелли - Гайдн . Sony BMG 88697100592, июль 2007.
- Моцарта арии . Sony BMG, октябрь 2008.
- Мендельсон: Элиас (Берлинский филармонический оркестр - Сэйдзи Одзава, Stream).
- Малер: 2-я симфония. С Даниэле Гатти и оркестром Концертгебау.
- Вагнер: Лоэнгрин. 1. с Мареком Яновски (Pentatone), 2. с Андрисом Нельсоном (OpusArte).
- Дело: мадам Помпадур. Из Венской народной оперы.
- Бетховен: 9-я симфония. 1. Со Станиславом Скровачевским (Oehms Classics). 2. С Кристианом Тилеманном (Deutsche Grammophon).
- Шмидт: Книга с семью печатями. С Фабио Луизи.
- Шуман: Геновева. С Марком Пиолле.
- Вагнер: Рейнгольд. С сэром Саймоном Рэттлом.
- Бриттен: Это был реквием . С Гельмутом Риллингом.
- Гайдн: Сотворение мира , фестиваль Гайдна в Айзенштадте, 9 мая 2009.
- Моцарт: «Свадьба Фигаро» , Театр Елисейских полей, Париж.
- Моцарт: Идоменей , Баварская государственная опера, Мюнхен, июнь 2008.
- Моцарт: Il re pastore , Зальцбургский фестиваль 2006.
- Моцарт: Дон Жуан (Донна Эльвира), Зальцбургский фестиваль 2008.
- Бетховен: Симфония № 9 , Вена, 2011.
- Вагнер: Лоэнгрин , Байройтский фестиваль 2011.
- Хампердинк: Гензель и Гретель , Зальцбургский театр марионеток, 2003.